# Naiguatá (paroisse civile)
Pour les articles homonymes, voir Naiguata.
Naiguatá est l'une des onze paroisses civiles de la municipalité de Vargas dans l'État de La Guaira au Venezuela. Sa capitale est Naiguatá.

## Géographie

### Démographie
Hormis sa capitale Naiguatá, la paroisse civile possède plusieurs localités, toutes situées le long de la route L-2 Naiguatá-Los Caracas qui borde l'océan Atlantique  :
- Anare
- Antiguo Carmen de Uría
- Camurí Grande
- El Tigrillo
- Los Caracas
- Naiguatá
- Punta Care
- Quebrada Seca